# Los desastres de la guerra (serie de televisión)
Los desastres de la guerra es una serie de televisión, coproducción hispano-francesa, estrenada por Televisión Española en 1983. 

## Argumento
La serie narra los acontecimientos ocurridos en España entre los años 1808 y 1814, durante la guerra de la Independencia Española contra las tropas napoleónicas. Se sirve para ello de los 82 aguafuertes que componen la serie de Francisco de Goya, Los desastres de la guerra que, además, dan título a la serie.

## Reparto
- Sancho Gracia ... Juan Martín, el Empecinado
- Francisco Rabal ... Francisco de Goya
- Bernard Fresson ... General Leopoldo Hugo
- Mario Pardo
- Carlos Larrañaga
- Philippe Rouleau ... José Bonaparte
- Francisco Cecilio ... Fernando VII
- Ángel Alcázar
- Manuel Alexandre
- Román Ariznavarreta
- José Bódalo
- Jean-Claude Dauphin
- Manuel de Blas
- Pedro Díez del Corral
- Fernando Fernán Gómez
- María Elena Flores
- Lola Forner
- Eduardo García
- Julio Gavilanes
- François-Eric Gendron
- Tony Isbert
- Irina Kuberskaya
- Emilio Linder
- Isabel Mestres
- Guillermo Montesinos
- Chema Muñoz
- José María Muñoz
- Antonio Orengo
- Pape Pérez
- Florence Raguideau
- Miguel Rellán
- Rodolfo Sancho
- Pierre Santini
- Julien Thomast
- Manuela Velasco
- Francisco Viejo
- Manuel Zarzo

## Ficha técnica
- Dirección: Mario Camus.
- Música: Antón García Abril.
- Montaje: José Luis Berlanga.
- Fotografía: Fernando Arribas.
- Vestuario: Javier Artiñano.

## Escenarios
La serie se rodó entre el 12 de agosto y el 17 de diciembre de 1982 en escenarios naturales de La Granja y Riofrío, el Palacio Real de Madrid, Guadalajara, Ciudad Real, Córdoba y Cádiz.

## Presupuesto
La serie contó con un presupuesto de 300 millones de pesetas.